# Богал (газове родовище)
Богал — газове родовище у Кенії, в розвідувальному блоці 9 на півдні країни.

## Загальний опис
Виявлене при проведенні розвідки перспективного нафтогазоносного басейну Анза, що займає витягнутий з південного сходу на північний захід рифт, заповнений шестикілометровою товщею мезозойських та кайнозойських відкладень.
Відкрите у 2010 році свердловиною Bogal-1, що перетнула в юрському інтервалі на глибині 3150-3285 метрів газоносні пісковики товщиною 28 метрів з пористістю 8 %.
За результатами інтерпретації отриманих даних ресурси Богала визначені у 51 млрд.м3. Проте для їх підтвердження та визнання комерційності відкриття потрібне подальше розвідувальне буріння. Тим часом, китайська компанія CNOOC, яка виступала оператором при бурінні Bogal-1, відмовилась від робіт на цій структурі через відсутність нафтопроявів, що були головною метою розвідки.